# Digenis Akritas Morphou
El Digenis Akritas Morphou (grec: Διγενής Ακρίτας Μόρφου) és un club de futbol xipriota de la ciutat de Morfou.

## Història
El club va ser fundat el 23 d'abril de 1931. El nom del club prové de l'heroi medieval grec Digenis Acritas. El primer ascens a primera divisió fou la temporada 1969-70. Després de quedar segon el 1971, es classificà per la Copa de la UEFA. Des de l'ocupació turca del nord de l'illa el 1974, el club juga a l'exili a Nicòsia. La temporada 2004-05 fou finalista de la copa xipriota.

## Palmarès

### Futbol
- Segona divisió xipriota de futbol: 
  - 1969-70, 1999-00

- Tercera divisió xipriota de futbol: 
  - 1987-88

### Basquetbol
- Primera divisió xipriota de bàsquet: 
  - 1966-67, 1967-68

- Segona divisió xipriota de bàsquet: 
  - 2009